# Adhémar Jean Claude Barré de Saint-Venant
Adhémar Jean Claude Barré de Saint-Venant (Villiers-en-Bière, 23 de agosto de 1797 — Saint-Ouen, 6 de janeiro de 1886) foi um professor e engenheiro francês.
Ingressou na École Polytechnique em 1813. Em 1814, se recusou a participar com seus colegas da defesa de Paris, antes da abdicação de Napoleão. Foi por isto expulso da École Polytechnique, tendo se formado em 1816 na École des Ponts et Chaussées.
Trabalhou como engenheiro civil para o Service des Poudres et Salpêtres e para o Service de Ponts et Chaussées. Entre 1839 e 1840 freqüentou o Collège de France onde estudou com Joseph Liouville. Na École des Ponts et Chaussées sucedeu Coriolis, como professor de matemática.
Contribuiu com trabalhos fundamentais na teoria da elasticidade, sendo seu nome associado ao princípio de Saint-Venant, relativo ao comportamento mecânico de sistemas com carregamento estático equivalente, ao teorema de Saint-Venant e à condição de compatibilidade de Saint-Venant.
Desenvolveu equações unidimensionais para o escoamento em canais rasos, as equações de Saint-Venant, usadas na hidráulica moderna.
Introduziu pela primeira vez o conceito de tensões internas viscosas, em um trabalho de 1843, Note à joindre un mémoire sur la dynamique des fluids, refutando cientificamente os argumentos moleculares de Navier, identificando o coeficiente de viscosidade como multiplicador dos gradientes de velocidade do escoamento. 